# Newton (Geórgia)
Newton é uma cidade localizada no estado americano de Geórgia, no Condado de Baker.

## Demografia
Segundo o censo americano de 2000, a sua população era de 851 habitantes.
Em 2006, foi estimada uma população de 861, um aumento de 10 (1.2%).

## Geografia
De acordo com o United States Census Bureau tem uma área de 7,8 km², dos quais 7,5 km² cobertos por terra e 0,3 km² cobertos por água.

## Localidades na vizinhança
O diagrama seguinte representa as localidades num raio de 32 km ao redor de Newton.